# Juan N. Méndez (đô thị)
Juan N. Méndez là một đô thị thuộc bang Puebla, México. Năm 2005, dân số của đô thị này là 4977 người.